# Nina Polan
Nina Polan, właściwie Janina Katelbach-Starzyńska (ur. 30 listopada 1927 w Berlinie, zm. 16 lutego 2014 w Nowym Jorku) – polska aktorka i reżyser teatralna, dyrektor Polskiego Instytutu Teatralnego w Stanach Zjednoczonych w latach 1984–2014, protagonistka teatru globalnego, członkini Instytutu Piłsudskiego w Nowym Jorku. Znana ze swej działalności na rzecz propagowania kultury polskiej za granicą.

## Praca artystyczna
Urodziła się w rodzinie polskiego polityka, senatora II Rzeczypospolitej Tadeusza Katelbacha oraz Zenaidy z Semplińskich z Kowieńszczyzny. W dzieciństwie mieszkała w Wilnie i Warszawie natomiast wychowywała się w Londynie, gdzie skończyła Królewską Akademię Sztuki Dramatycznej. Debiutowała na deskach Teatru Dramatycznego w Londynie. Występowała również w teatrach na London’s West End, gdzie grała w spektaklach w reżyserii Petera Brooka m.in. w Dark of the Moon oraz w Henryku IV, gdzie partnerowała Robertowi Shaw. Grała również na deskach Polskiego Teatru Dramatycznego w Londynie, Teatru Polskiego ZASP w Londynie oraz Teatru Nowego w Londynie. Z Londynu wyjechała do Monachium, gdzie pracowała w Rozgłośni Polskiej Radia Wolna Europa.
Po przyjeździe do USA (w 1954 roku), zaczęła występować na Broadwayu, m.in.: w słynnym La MaMa Experimental Theatre Club założonym przez Ellen Stewart na dolnym Manhattanie i wielu lokalnych teatrach amerykańskich, w tym Seattle Repertory Theatre, New Orleans Playhouse oraz American Players Theatre. W latach 70. XX wieku, dołączyła do Polskiego Instytutu Teatralnego w Nowym Jorku. W latach 1984–2014 była jego dyrektorem naczelnym i artystycznym. Polan uważała, że celem instytutu jest: (...) szerzenie wśród Amerykanów wiedzy o polskiej historii poprzez literaturę i muzykę.
Wyreżyserowała i wystąpiła w wielu spektaklach teatralnych na scenach w Polsce, Francji, Hiszpanii, Wielkiej Brytanii i Stanach Zjednoczonych. Jej ulubioną postacią była Helena Modrzejewska, którą grała w monodramie Kazimierza Brauna Helena, the emigrant Queen.
Polan zagrała również w kilku filmach m.in. Wybór Zofii, Gorączka, Love & Staff, wystąpiła również w programie telewizyjnym Saturday Night Live. W latach 90. Nina Polan wraz z Kazimierzem Braunem, Andrzejem Szczytko oraz Ireneuszem Wykurzem tworzyła Teatr Polski w Nowym Jorku. Do jej najbardziej znanych realizacji reżyserskich należą: Alfa Sławomira Mrożka, Pastorałka Leona Schillera, wileńska wersja Halki Stanisława Moniuszki w Eisenhower Theatre w The John F. Kennedy Center for the Performing Arts w Waszyngtonie, Krakowiacy i górale Wojciecha Bogusławskiego oraz Verbum nobile Moniuszki, w którym partie głównych bohaterów opery wykonywali aktorzy z Japonii, Stanów Zjednoczonych, Francji i RPA.
Jej siostrzeńcem był aktor teatralny i filmowy Maciej Rayzacher.
Zmarła 16 lutego 2014 roku w Nowym Jorku, miała 86 lat. 14 maja 2015 została pochowana w miejscu pochówku rodziców, w katakumbach na cmentarzu Stare Powązki w Warszawie (rząd 115-3).

## Odznaczenia
Za działalność na rzecz kultury polskiej za granicą Janina Katelbach została odznaczona m.in. Krzyżem Kawalerskim (2000, za wybitne zasługi w promowaniu polskiej sztuki) oraz pośmiertnie Krzyżem Oficerskim (2014, za wybitne zasługi w propagowaniu polskiej kultury za granicą, za osiągnięcia w pracy artystycznej) Orderu Zasługi Rzeczypospolitej Polskiej, a także Złotym Medalem „Zasłużony Kulturze Gloria Artis” oraz Srebrnym Medalem Stowarzyszenia „Wspólnota Polska”.